# Josef Meier (Politiker, 1901)
Josef Meier (* 19. August 1901 in Vaduz; † 31. Mai 1959 in Eschen) war ein liechtensteinischer Politiker (FBP).

## Leben und Karriere

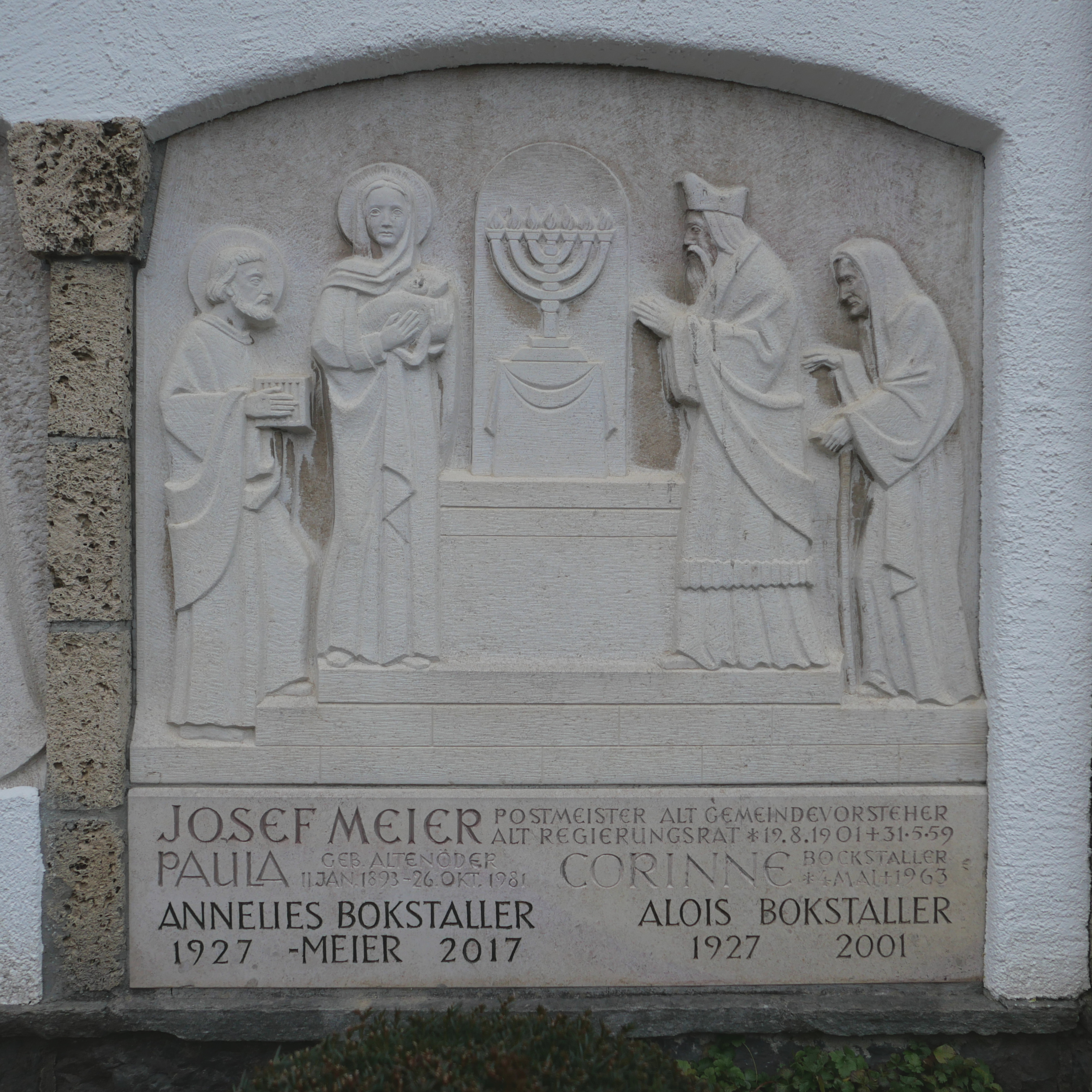
Das Familiengrab von Meier, seiner Frau Paula, geb. Altenöder (1893–1981), sowie ihrer beider Tochter Annelies (1927–2017) und ihres Ehemanns Alois Bokstaller (1927–2001) auf dem Friedhof Eschen.

Meier war von 1922 bis 1959 als Posthalter in Eschen tätig. Von 1933 bis 1951 bekleidete Meier, der der Fortschrittlichen Bürgerpartei angehörte, das Amt des Gemeindevorstehers von Eschen. Von 1953 bis 1958 war er Regierungsrat und somit Mitglied der Regierung des Fürstentums Liechtenstein.